# Guerra polaco-turca (1672-1676)
La guerra polaco-turca (1672-1676) enfrentó a la Mancomunidad Polaco-Lituana frente al Imperio otomano que estaba aliado con los tártaros de Crimea y con los cosacos de Zaporozhia dirigidos por Petro Doroshenko. La guerra se podía dividir en dos fases. La fase inicial que comienza con la invasión otomana y termina con el tratado de Buczacz y una segunda fase que empieza con la negación del Parlamento Polaco de ratificar el tratado y termina con el Tratado de Zorawno.

## Preludio
La Mancomunidad Polaco-Lituana se enfrentó a Rusia en la guerra ruso-polaca de 1654-1667. La guerra terminó con el Tratado de Andrúsovo (1667). Por este tratado la Ucrania Polaca se dividió en dos partes la oriental (delimitada por el río Dniéper) paso a poder de Rusia mientras que la parte occidental se mantuvo en poder polaco.
Los cosacos no aceptaron este reparto y el atamán Doroshenko rehusó la autoridad polaca y se alió con los tártaros contra la Mancomunidad Polaco-Lituana.
Tras conseguir el apoyo de los tártaros se envió una embajada a Estambul para conseguir la ayuda del Imperio otomano que enfrescada en una guerra con Venecia solo respondió tibiamente.
Los cosacos realizaron expediciones sangrientas en territorio polaco y avanzaron hacía Podhajcach pero fueron dispersados por Juan III Sobieski. Doroshenko volvió a reconocer la autoridad polaca y los tártaros a ser aliados de la Mancomunidad pero Petr Doroshenko solo veía el Tratado de Podhajcach como un recurso para ganar tiempo porque su intención era reagrupar las fuerzas cosacas para luchar contra polacos y rusos y unificar Ucrania bajo su gobierno. Para ello contaba con la ayuda del Imperio otomano.
En enero de 1668 volvió a entrar en contacto con los turcos y los tártaros y elaboró un plan para capturar a traición Zadniepr. Tras la toma de la ciudad, Doroshenko no se quedó allí donde los cosacos locales le ofrecieron un juramento de lealtad.
La campaña de 1671 trajo una serie de victorias conseguidas por Juan Sobieski sobre tártaros y cosacos. Pero el Imperio otomano ya había ganado la guerra en Creta y podía aplicar toda su fuerza contra Polonia.

## Fase Inicial
En diciembre de 1671, el sultán Mehmed IV y el Gran Visir Fazil Ahmed –que había sucedido a su padre en el cargo- informaron a la corte polaca sobre la soberanía turca sobre los cosacos y exigió la retirada de los ejércitos de la Mancomunidad de Ucrania.
La Mancomunidad se encontraba en un estado de guerra civil y el Parlamento polaco, en lugar de debatir sobre la defensa del país, concentró sus esfuerzos en las disensiones internas. Cuando en agosto de 1672 una gran invasión turca cayó sobre Polonia entonces se preocupó por la guerra.
El ejército otomano obtuvo Kamianets-Podilskyi con facilidad y marcharon hacía Lwów. La ciudad se defendió desesperadamente pero la superioridad otomana era enorme y las victorias logradas por Sobieski contra los tártaros no ayudaron a aflojar el asedio. A causa de las disensiones internas la Mancomunidad perdió la guerra y el 18 de octubre de 1672 se firmó el tratado de Buczacz en la que perdió Ucrania y Kamianets-Podilskyi y se comprometió al pago de un tributo al sultán.
El rey polaco Miguel Korybut Wisniowiecki, consciente de que no se podía llegar a una victoria con las tensiones internas que sufría su reino en aquel momento aceptó firmar el tratado de Buczacz por el que Podolia pasó a poder turco y la Ucrania Polaca se independizo bajo tutela turca.
Con la firma de este tratado el rey Miguel Korybut Wisniowiecki se encontró más desacreditado que nunca y un grupo de nobles pro-franceses quería que dimitiera para que poder colocar en el trono a un candidato francés.

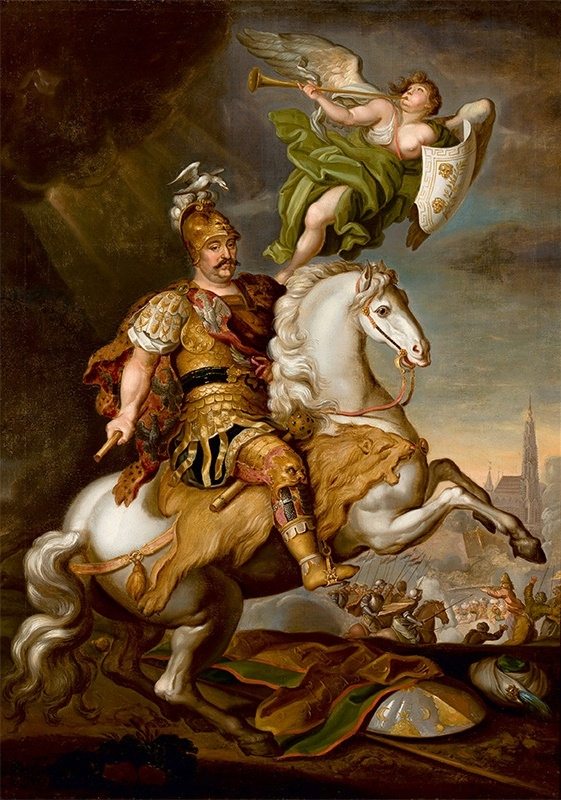
Juan III Sobieski obra de Jerzy Siemiginowski

## Fase final
Las distintas facciones de la nobleza polaca se reconciliaron un tiempo y el tratado no fue ratificado por el Parlamento polaco. Los polacos volvieron a la guerra con Juan Sobieski a la cabeza.
El 11 de noviembre de 1673 los turcos fueron vencidos por un ejército polaco muy inferior en número al mando de Juan Sobieski en la batalla de Chocim. Las tropas polacas no aprovechan la victoria para invadir Podolia porque Miguel Korybut Wisniowiecki había fallecido el día antes de la batalla y Juan Sobieski decide volver a Varsovia donde es elegido rey.
Los turcos siguieron mandando enormes ejércitos hacia los territorios de la Mancomunidad Polaco-Lituana. En 1675 Juan III Sobieski venció a un ejército turco-tártaro de 150 000 hombres en la batalla de Leópolis.
A pesar de estar acosado por las luchas internas y las intrigas cortesanas el rey polaco fue capaz de formar un gran ejército de 20 000 soldados que rechazo a otro ejército turco de 200 000 hombres en la batalla de Zorawno en octubre de 1676.
Esta batalla convenció al Imperio otomano de lo inútil de la guerra. Los turcos estaban impresionados por el rey polaco y aceptaron devolver la Ucrania polaca (Bila Tserkva y Pavoloch, Óblast de Zhitómir) por el Tratado de Zorawno (octubre de 1676). Sin embargo siguieron reteniendo Podolia.

## Relaciones de los países tras la guerra
Aunque con este tratado terminó la guerra polaco-turca, la tensión entre los dos países no disminuyó. Años después respondiendo al llamamiento del Sacro Imperio Romano Germánico,  Juan III Sobieski derrotó a un ejército turco en la batalla de Kahlenberg y poco después Polonia se unió con el Sacro Imperio Romano Germánico, Venecia y Rusia contra el Imperio otomano en la Guerra de la Liga Santa que terminaría con el Tratado de Karlowitz por la que la Mancomunidad Polaco-Lituana recuperó Podolia.